# LAT (기업)
주식회사 LAT는 경기도 수원시에 본사를 둔 반도체 제조업체이다.

## 연혁
- 2014년 7월: 회사 설립(자본금 1억. 대표이사 박강일)
- 2015년 5월: 기업부설연구소 설립(제 2015112389호)
- 2017년 4월: 벤처기업확인서 발급(제 20170400461호)
- 2018년 4월: 소재부품전문기업확인서(제 17717호)
- 2018년 6월: 토지 및 공장 매입-본사 확장 이전
- 2018년 12월: 코넥스 상장[2]
- 2019년 7월: 일자리 창출 우수기업 인증
- 2019년 10월: 경기도 유망중소기업 선정
- 2019년 11월: 기술혁신형 중소기업[Inno-Biz] 인증
- 2020년 2월: ISO 14001, 45001 인증
- 2021년 11월: 수출의 탑 300만불 수상
- 2023년 5월: 2공장(화성 남양) 토지 매입
- 2023년 11월: 수출의 탑 500만불 수상
- 2024년 4월: 2공장 완공